# 神奈川学園中学校・高等学校
神奈川学園中学校・高等学校（かながわがくえんちゅうがっこう・こうとうがっこう）は、神奈川県横浜市神奈川区沢渡に所在する私立女子中学校・高等学校。現在では、中学校からのみ生徒を募集し、高等学校からの生徒を募集しない完全中高一貫校である。
ミッションスクールの多い横浜市にあって、宗教色のない女子校が特徴的で、学校側もそれを前面に出している。
精華小学校とは設置・運営する学校法人が同じで、隣接している。

## 沿革
- 1914年 - 前身の横浜実科女学校開校
- 1918年 - 現在地に移転
- 1921年 - 神奈川高等女学校に改称
- 1947年 - 神奈川中学校設置
- 1990年 - 神奈川学園中学校・高等学校に改称
- 1993年 - 中高一貫教育に移行
- 2014年 - 創立100周年

## 交通
- 横浜駅西口・反町駅より徒歩10分

## 著名な出身者
芸能界
- 山本安英
- 余貴美子
- 五大路子
- 野村道子
- 山崎美貴
- 遥くらら
- 白河理子

水泳
- 中野亜弥子

## 系列校
- 精華小学校 - 学校法人神奈川学園が運営。共学で、県下屈指の中学受験校である[3]。神奈川学園中学・高校と附属学校の関係ではない。精華小から神奈川学園中学に進学するには『内部進学試験』に合格する必要がある。ただし、一般入試の募集定員には含めないで、別に扱う。例年の入学者数は2～3名ほどである[4]。